# Ole Christian Madsen

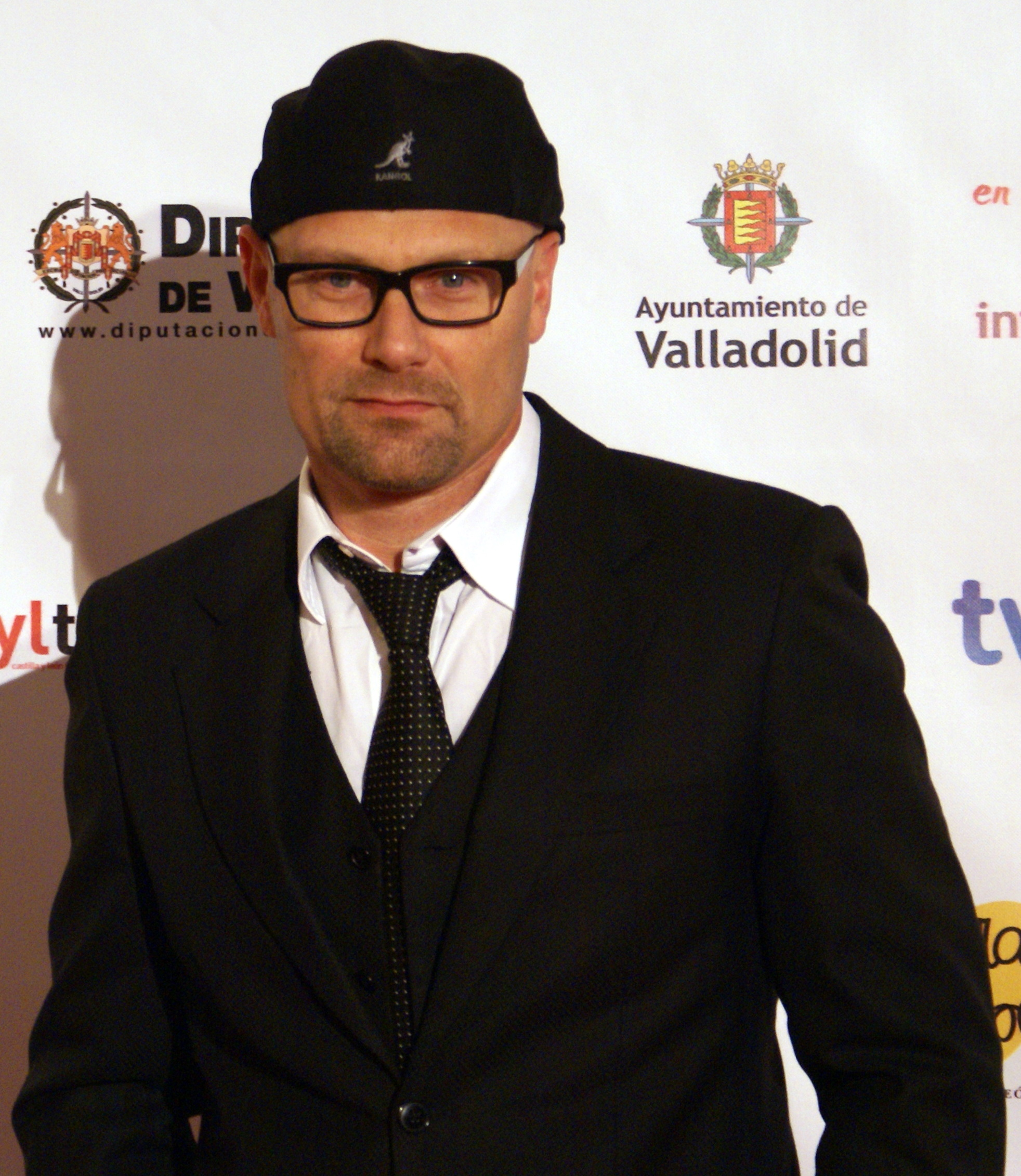
Ole Christian Madsen (2011)

Ole Christian Madsen (* 18. Juni 1966 in Roskilde) ist ein dänischer Filmregisseur und Drehbuchautor.

## Leben
Ole Madsen studierte Anfang der 1990er Jahre an der Dänischen Filmhochschule und begann daraufhin als Regisseur und Drehbuchautor im dänischen Film und Fernsehen in Erscheinung zu treten. Sein Spielfilmdebüt feierte er 1999 mit dem Immigrantendrama Pizza King. Zwei Jahre später wurde er für den Dogma-Film Kira mit den wichtigsten dänischen Filmpreisen, Bodil und Robert, ausgezeichnet. Ebenfalls erfolgreich aufgenommen wurde 2008 das Filmdrama Tage des Zorns, dass über den dänischen Widerstand während der deutschen Besatzungszeit im Zweiten Weltkrieg berichtet. Seit 2013 ist er als Drehbuchautor an der Cinemax-Actionserie Banshee – Small Town. Big Secrets. beteiligt.
Madsen ist mit Stine Stengade liiert, die er seit der Zusammenarbeit für den Fernsehmehrteiler Edderkoppen (2000) in vielen seiner Projekte (Kira, Prag, Tage des Zorns) einsetzte. Für die Beziehung zu der Schauspielerin verließ er seine Ehefrau und seine beiden Kinder.

## Filmografie
- 1993: Lykkelige Jim
- 1994: Stormfulde hjerter
- 1997: TAXA (Fernsehserie, 2 Episoden)
- 1997: Sinans Bryllup (Kurzfilm)
- 1999: Pizza King
- 2000: Edderkoppen (Fernsehserie)
- 2002: Kira (En kærlighedshistorie)
- 2002–2004: Unit One – Die Spezialisten (Rejseholdet, Fernsehserie, 4 Episoden)
- 2005: Nordkraft
- 2006: Endstation Prag (Prag)
- 2008: Tage des Zorns (Flammen og Citronen)
- 2011: Superclassico …meine Frau will heiraten! (SuperClásico)
- seit 2013: Banshee – Small Town. Big Secrets. (Banshee, Fernsehserie)
- 2024: Verheißung: Der Grenzenlose (Den grænseløse)